# Juniper Networks
Juniper Networks (произнася се /dʒuˈnɪpər/) е компания от областта на информационните технологии и за производство на мрежови продукти, с международно присъствие и основана през 1996. Централният ѝ офис е Сънивейл, Калифорния, САЩ. Компанията проектира и продава IP мрежови продукти и услуги с добро представяне при работа им. Основните продукти включват T-серии, M-серии, E-серии, MX-серии, and J-серии групи от рутери, EX-серии на Ethernet суичове и SRX-серии на продукти за сигурност. Junos, е мрежовата операционна система на Juniper, която е на повечето Juniper продукти.